# Neomillspaughia emarginata
Neomillspaughia emarginata är en slideväxtart som först beskrevs av Gross, och fick sitt nu gällande namn av Sidney Fay Blake. Neomillspaughia emarginata ingår i släktet Neomillspaughia och familjen slideväxter. Inga underarter finns listade i Catalogue of Life.